# Desktop Linux
Desktop Linux ou Linux no desktop, refere-se a uma distribuição Linux para usuários de computadores pessoais, tais como interface gráfica e aplicativos de uso pessoal.
Algumas distribuições são criadas especialmente para o nicho desktop, enquanto outras incluem todos os softwares necessários para a plataforma. Nesse caso, o usuário pode escolher entre uma versão "desktop" ou "servidor" quando o sistema é instalado.

## História
Historicamente, o UNIX e outros sistemas operacionais do tipo Unix têm sido utilizados em servidores, mainframes, e workstations, tanto em ambientes corporativos como científicos. Apenas do final da década de 90, algumas distribuições, como a MandrakeSoft, começaram a fazer propaganda de seus sistemas para computadores pessoais.

## Ambientes desktop

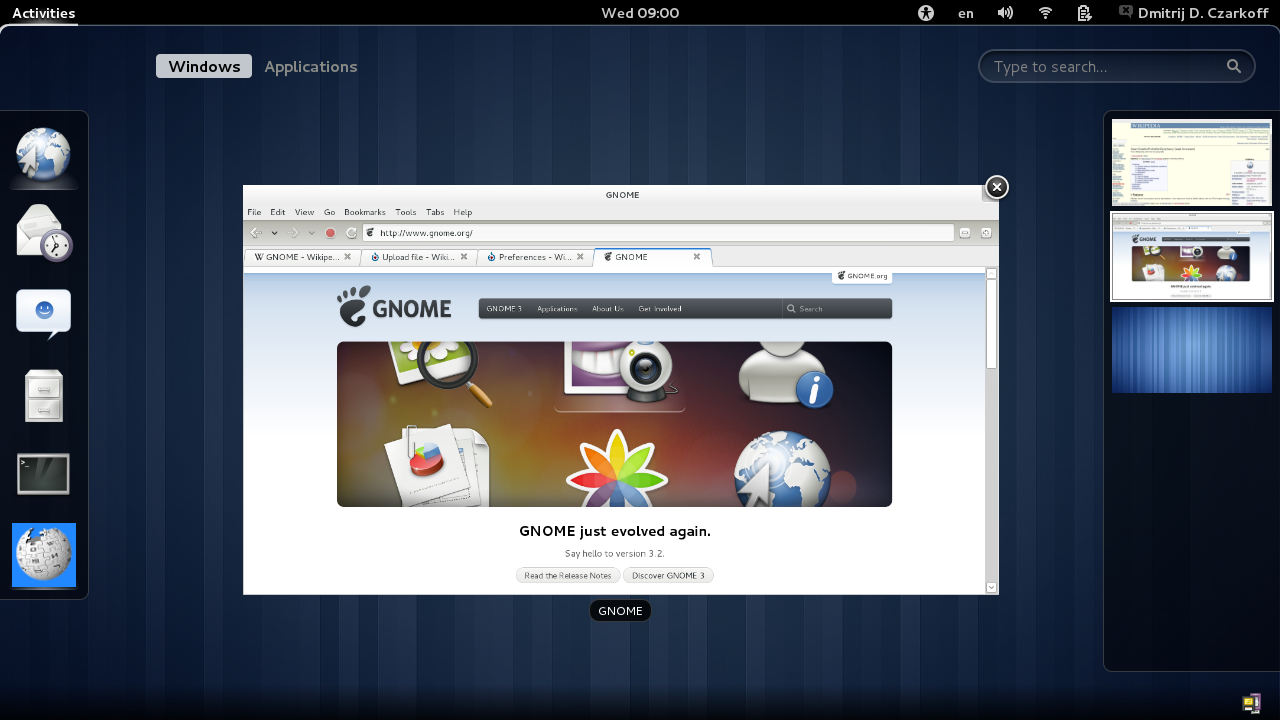
GNOME
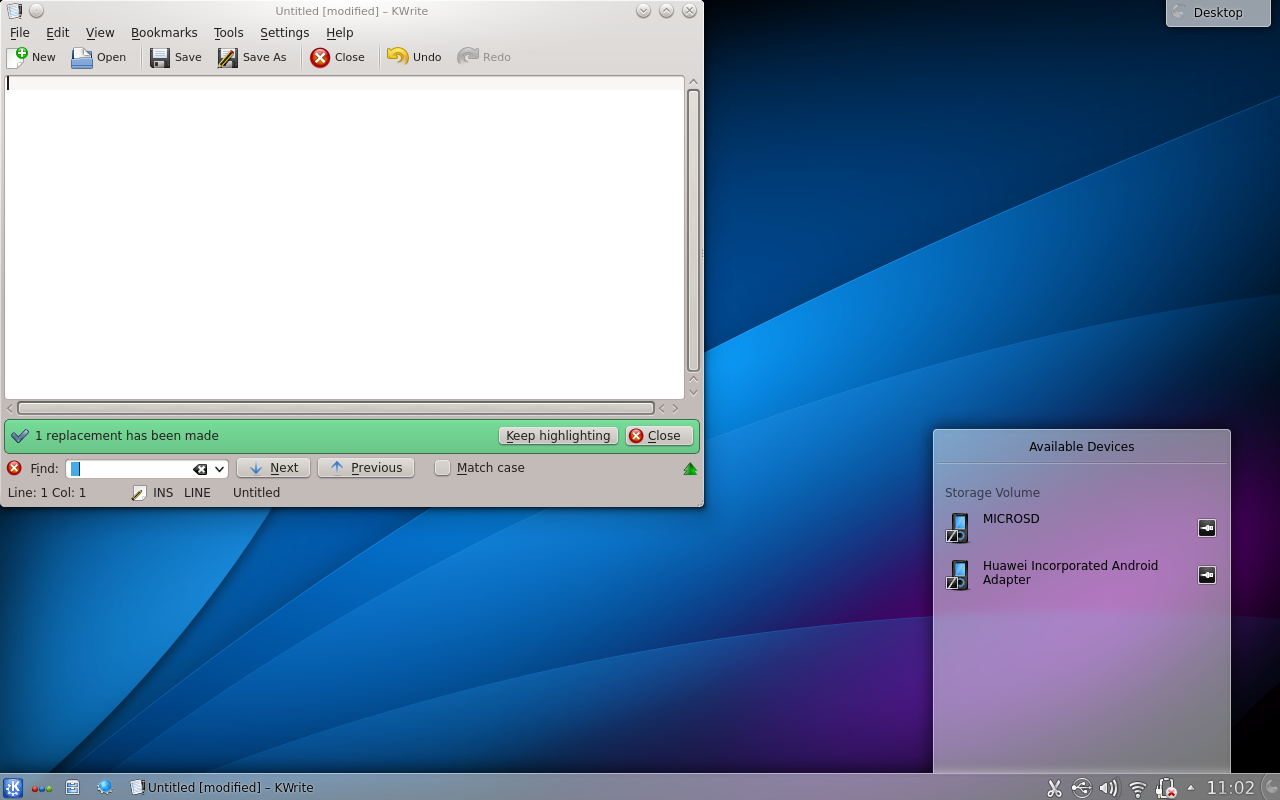
KDE
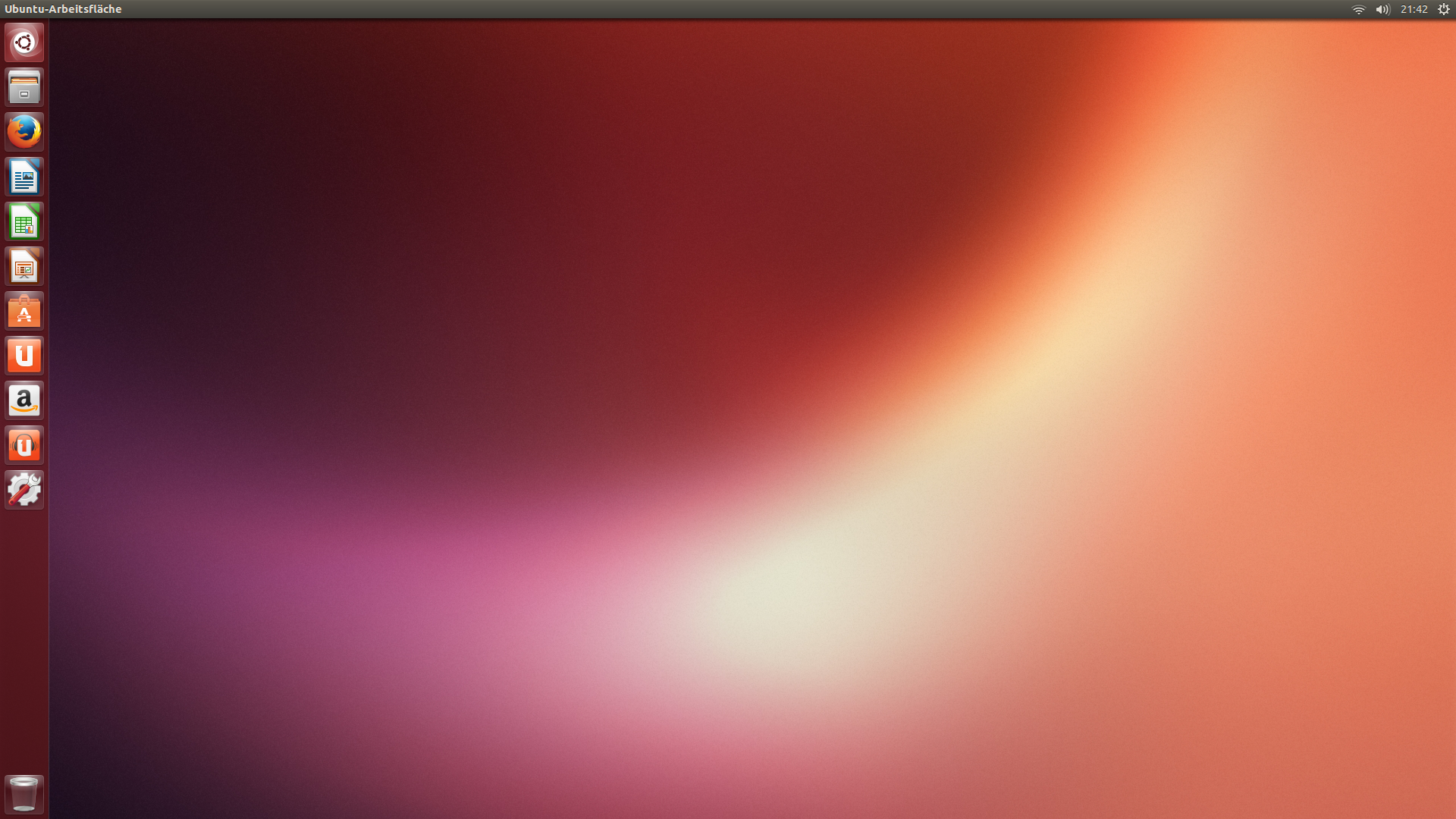
Unity
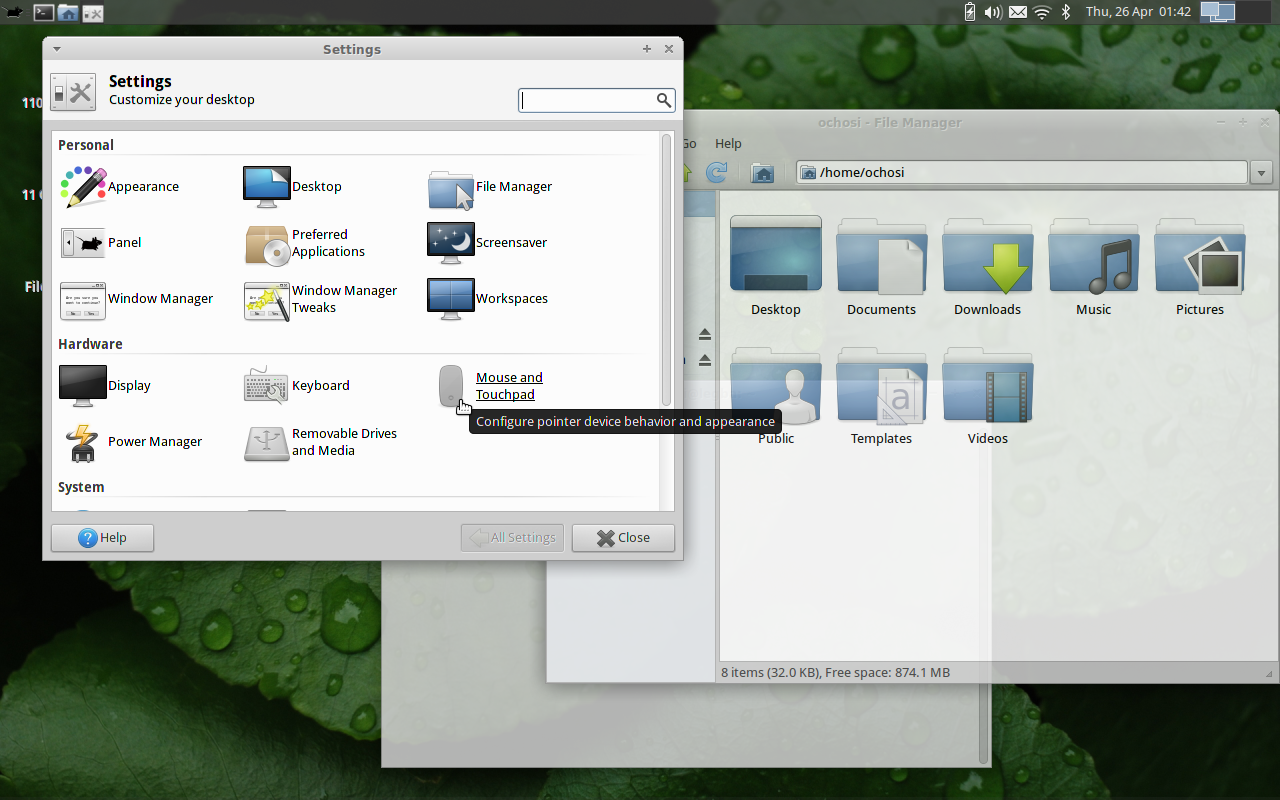
Xfce
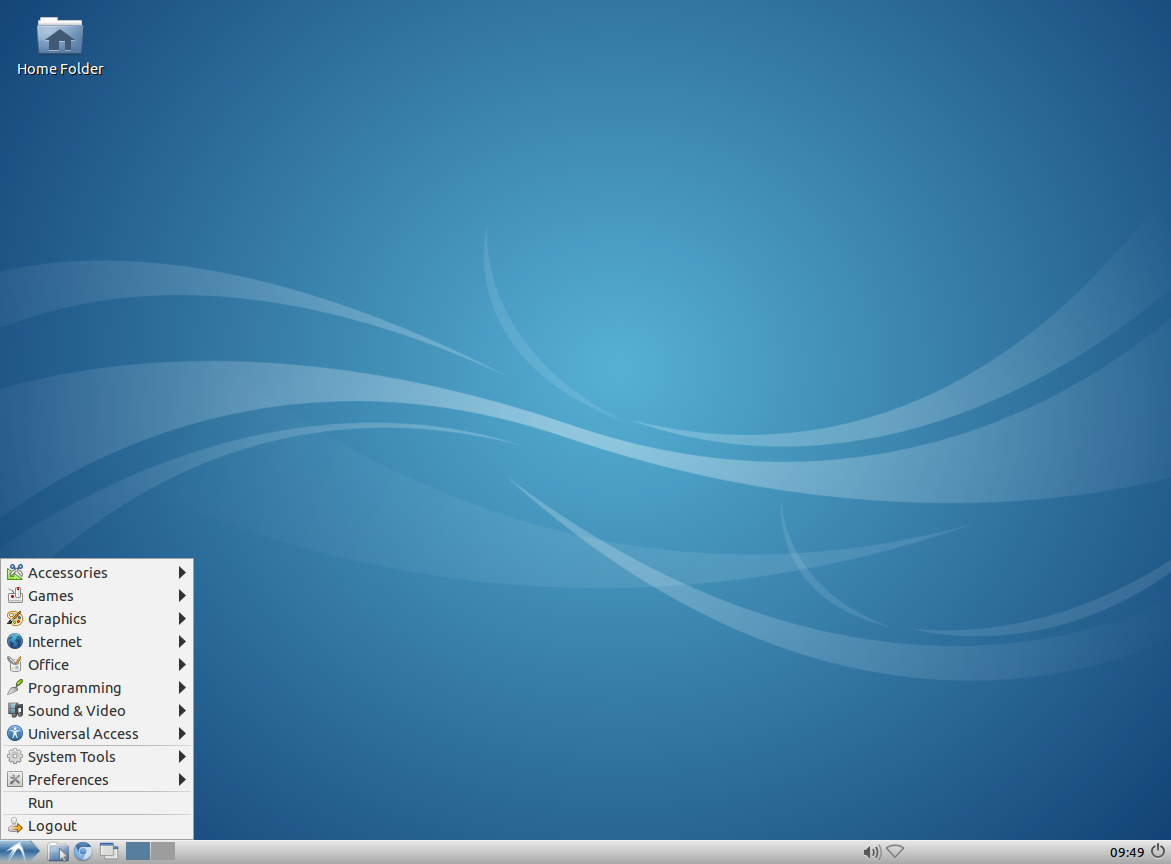
LXDE

O Linux oferece muitas alternativas para desktop. As mais populares são GNOME, KDE, Xfce e LXDE, que constituem grandes coleções de programas para um ambiente desktop, ao invés de apenas o "esqueleto". Estes ambientes apresentam interfaces gráficas que tentam simular um escritório. Todos estes ambientes permitem ao usuário configurar várias preferências pessoais e realizar várias tarefas de gerenciamento de seu sistema.
Os ambientes desktop do Linux tiveram sua aparência e integração melhorados no decorrer do tempo, o que levou a uma maior adoção da plataforma.

## Aplicativos

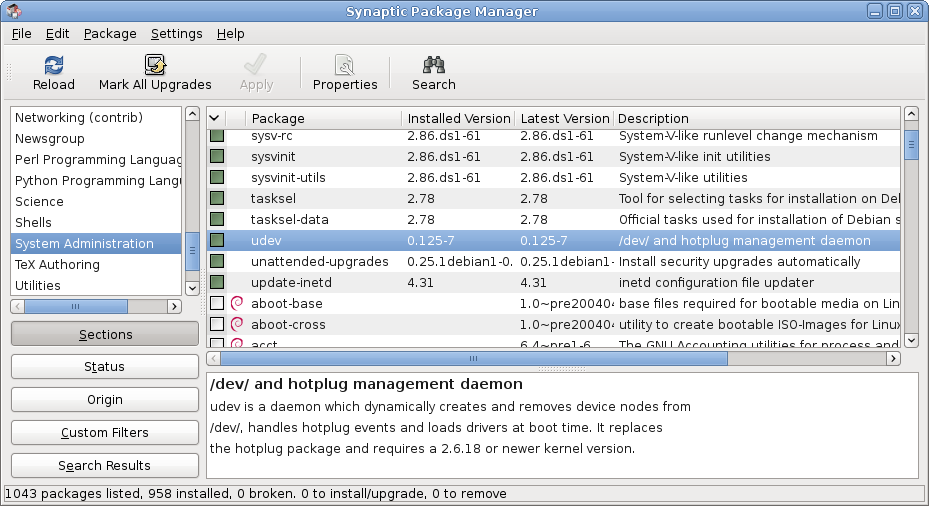
Synaptic

A maioria das distribuições Linux possuem um programa, como o Synaptic ou o PackageKit, que permitem listar milhares de aplicativos que foram testados e configurados para aquela distribuição específica. Esse programas podem ser, então, instalados com um único clique.
Apesar da camada de compatibilidade com o Windows, Wine, quase todas as distribuições oferecem a possibilidade de rodar em dual boot ou virtualização, para que seja possível ter Linux e Windows no mesmo computador.

## Performance
A questão da performance nos desktops Linux é um tópico controverso, com pelo menos um desenvolvedor do kernel Linux, Con Kolivas, acusando a comunidade Linux de favorecer a performance nos servidores. Ele abandonou o time de desenvolvimento porque se sentiu frustrado com a falta de foco no desktop, e então deu uma entrevista sobre o assunto.
Outros, como o jornal The Economist, discordam que o Linux precisa de mais foco no desktop do que já tem.